# Campeonato Mundial de Rugby Juvenil 2013
El Campeonato Mundial de Rugby Juvenil de Francia 2013 fue la sexta edición de la Copa Mundial, principal torneo de selecciones juveniles masculinas de rugby que organiza la International Rugby Board (IRB) para jugadores de hasta 20 años desde el 2008. El título fue para la selección inglesa que obtuvo así su primer título y también resultó el primer país del hemisferio norte en levantar la copa.

## Equipos participantes[4]
| - Estados Unidos - Francia - Inglaterra - Sudáfrica | - Australia - Fiyi - Irlanda - Nueva Zelanda | - Argentina - Escocia - Gales - Samoa |

## Grupo A

### Posiciones
| Pos. | Equipo         | Encuentros | Encuentros | Encuentros | Encuentros | Tantos  | Tantos    | Tantos     | Puntos Bonus | Puntos Totales |
| Pos. | Equipo         | jugados    | ganados    | empatados  | perdidos   | a favor | en contra | diferencia | Puntos Bonus | Puntos Totales |
| ---- | -------------- | ---------- | ---------- | ---------- | ---------- | ------- | --------- | ---------- | ------------ | -------------- |
| 1    | Sudáfrica      | 3          | 3          | 0          | 0          | 154     | 43        | + 111      | 1            | 13             |
| 2    | Inglaterra     | 3          | 2          | 0          | 1          | 163     | 37        | + 126      | 2            | 10             |
| 3    | Francia        | 3          | 1          | 0          | 2          | 70      | 59        | + 11       | 2            | 6              |
| 4    | Estados Unidos | 3          | 0          | 0          | 3          | 3       | 251       | - 248      | 0            | 0              |

Nota: Se otorgan 4 puntos al equipo que gane un partido y 2 al que empate
Puntos Bonus: 1 punto por convertir 4 tries o más en un partido y 1 al equipo que pierda por no más de 7 tantos de diferencia
|  | Clasificación del 1º al 4º puesto |

|  | Clasificación del 5º al 8º puesto |

|  | Clasificación del 9º al 12º puesto |

### Resultados
| 5 de junio | Francia | 6 - 30 | Inglaterra |  |  |

| 5 de junio | Sudáfrica | 97 - 0 | Estados Unidos |  |  |

| 9 de junio | Sudáfrica | 31 - 24 | Inglaterra |  |  |

| 5 de junio | Francia | 45 - 3 | Estados Unidos |  |  |

| 13 de junio | Inglaterra | 109 - 0 | Estados Unidos |  |  |

| 13 de junio | Francia | 19 - 26 | Sudáfrica |  |  |

## Grupo B

### Posiciones
| Pos. | Equipo        | Encuentros | Encuentros | Encuentros | Encuentros | Tantos  | Tantos    | Tantos     | Puntos Bonus | Puntos Totales |
| Pos. | Equipo        | jugados    | ganados    | empatados  | perdidos   | a favor | en contra | diferencia | Puntos Bonus | Puntos Totales |
| ---- | ------------- | ---------- | ---------- | ---------- | ---------- | ------- | --------- | ---------- | ------------ | -------------- |
| 1    | Nueva Zelanda | 3          | 3          | 0          | 0          | 104     | 42        | + 62       | 2            | 14             |
| 2    | Irlanda       | 3          | 2          | 0          | 1          | 91      | 49        | + 42       | 2            | 10             |
| 3    | Australia     | 3          | 1          | 0          | 2          | 71      | 45        | + 26       | 3            | 7              |
| 4    | Fiyi          | 3          | 0          | 0          | 3          | 21      | 151       | - 130      | 0            | 0              |

Nota: Se otorgan 4 puntos al equipo que gane un partido y 2 al que empate
Puntos Bonus: 1 punto por convertir 4 tries o más en un partido y 1 al equipo que pierda por no más de 7 tantos de diferencia
|  | Clasificación del 1º al 4º puesto |

|  | Clasificación del 5º al 8º puesto |

|  | Clasificación del 9º al 12º puesto |

### Resultados
| 5 de junio | Irlanda | 19 - 15 | Australia |  |  |

| 5 de junio | Nueva Zelanda | 59 - 6 | Fiyi |  |  |

| 9 de junio | Irlanda | 46 - 3 | Fiyi |  |  |

| 9 de junio | Nueva Zelanda | 14 - 10 | Australia |  |  |

| 13 de junio | Irlanda | 26 - 31 | Nueva Zelanda |  |  |

| 13 de junio | Australia | 46 - 12 | Fiyi |  |  |

## Grupo C

### Posiciones
| Pos. | Equipo    | Encuentros | Encuentros | Encuentros | Encuentros | Tantos  | Tantos    | Tantos     | Puntos Bonus | Puntos Totales |
| Pos. | Equipo    | jugados    | ganados    | empatados  | perdidos   | a favor | en contra | diferencia | Puntos Bonus | Puntos Totales |
| ---- | --------- | ---------- | ---------- | ---------- | ---------- | ------- | --------- | ---------- | ------------ | -------------- |
| 1    | Gales     | 3          | 3          | 0          | 0          | 93      | 44        | + 49       | 1            | 13             |
| 2    | Argentina | 3          | 2          | 0          | 1          | 92      | 54        | + 38       | 2            | 10             |
| 3    | Escocia   | 3          | 1          | 0          | 2          | 70      | 103       | - 33       | 2            | 6              |
| 4    | Samoa     | 3          | 0          | 0          | 3          | 3       | 52        | - 54       | 2            | 2              |

Nota: Se otorgan 4 puntos al equipo que gane un partido y 2 al que empate
Puntos Bonus: 1 punto por convertir 4 tries o más en un partido y 1 al equipo que pierda por no más de 7 tantos de diferencia
|  | Clasificación del 1º al 4º puesto |

|  | Clasificación del 5º al 8º puesto |

|  | Clasificación del 9º al 12º puesto |

### Resultados
| 5 de junio | Argentina | 44 - 13 | Escocia |  |  |

| 5 de junio | Gales | 42 - 3 | Samoa |  |  |

| 9 de junio | Argentina | 28 - 16 | Samoa |  |  |

| 9 de junio | Gales | 26 - 21 | Escocia |  |  |

| 13 de junio | Gales | 25 - 20 | Argentina |  |  |

| 13 de junio | Escocia | 36 - 33 | Samoa |  |  |

## Ronda final[5]

### Clasificación del 9º al 12º puesto
|  | Semifinales    | Semifinales |    |                | Final          | Final |  |
|  |                |             |    |                |                |       |  |
|  |                |             |    |                |                |       |  |
|  |                |             |    |                |                |       |  |
|  | Samoa          | 19          |    |                |                |       |  |
|  | Fiyi           | 18          |    |                |                |       |  |
|  |                |             |    |                |                |       |  |
|  |                |             |    |                | por 9º puesto  |       |  |
|  |                |             |    |                | Samoa          | 33    |  |
|  |                | Escocia     | 24 |                |                |       |  |
|  |                |             |    |                |                |       |  |
|  |                |             |    |                |                |       |  |
|  |                |             |    |                | Tercer lugar   |       |  |
|  |                |             |    | por 11º puesto |                |       |  |
|  | Escocia        | 39          |    | Fiyi           | 46             |       |  |
|  | Estados Unidos | 3           |    |                | Estados Unidos | 12    |  |

### Clasificación del 5º al 8º puesto
|  | Semifinales | Semifinales |    |               | Final         | Final |  |
|  |             |             |    |               |               |       |  |
|  |             |             |    |               |               |       |  |
|  |             |             |    |               |               |       |  |
|  | Argentina   | 22          |    |               |               |       |  |
|  | Australia   | 15          |    |               |               |       |  |
|  |             |             |    |               |               |       |  |
|  |             |             |    |               | por 5º puesto |       |  |
|  |             |             |    |               | Argentina     | 34    |  |
|  |             | Francia     | 37 |               |               |       |  |
|  |             |             |    |               |               |       |  |
|  |             |             |    |               |               |       |  |
|  |             |             |    |               | Tercer lugar  |       |  |
|  |             |             |    | por 7º puesto |               |       |  |
|  | Irlanda     | 8           |    | Australia     | 28            |       |  |
|  | Francia     | 9           |    |               | Irlanda       | 17    |  |

### Clasificación del 1º al 4º puesto
|  | Semifinales   | Semifinales |    |               | Final         | Final |  |
|  |               |             |    |               |               |       |  |
|  |               |             |    |               |               |       |  |
|  |               |             |    |               |               |       |  |
|  | Sudáfrica     | 17          |    |               |               |       |  |
|  | Gales         | 18          |    |               |               |       |  |
|  |               |             |    |               |               |       |  |
|  |               |             |    |               | por 1º puesto |       |  |
|  |               |             |    |               | Gales         | 15    |  |
|  |               | Inglaterra  | 23 |               |               |       |  |
|  |               |             |    |               |               |       |  |
|  |               |             |    |               |               |       |  |
|  |               |             |    |               | Tercer lugar  |       |  |
|  |               |             |    | por 3º puesto |               |       |  |
|  | Nueva Zelanda | 21          |    | Sudáfrica     | 41            |       |  |
|  | Inglaterra    | 33          |    |               | Nueva Zelanda | 34    |  |

| Bandera de Inglaterra |
| Campeón Inglaterra    |
| Primer título         |

## Descenso alTrofeo Mundial
La selección de Estados Unidos clasificó última en el torneo al perder frente a Fiyi el partido por el undécimo puesto, de esta forma volverá a disputar el Trofeo Mundial (llamado Mundial B) que lo supo ganar en 1 oportunidad. Este equipo se hizo presente en Hong Kong 2014

## Posiciones finales
| Posición | Selección      |
| -------- | -------------- |
| 1        | Inglaterra     |
| 2        | Gales          |
| 3        | Sudáfrica      |
| 4        | Nueva Zelanda  |
| 5        | Francia        |
| 6        | Argentina      |
| 7        | Irlanda        |
| 8        | Australia      |
| 9        | Samoa          |
| 10       | Escocia        |
| 11       | Fiyi           |
| 12       | Estados Unidos |